# Klassische Physik
Die klassische Physik umfasst die Teilgebiete der Physik, deren theoretische Grundlagen in etwa bis zur Wende zum 20. Jahrhundert entwickelt wurden. Die wichtigsten Disziplinen der klassischen Physik sind somit die klassische Mechanik, die klassische Elektrodynamik und die klassische Thermodynamik bzw. Wärmelehre, immer einschließlich der Weiterentwicklungen bis heute. Je nach Sichtweise werden die Spezielle und die Allgemeine Relativitätstheorie von 1905/16 entweder zur klassischen Physik oder zur modernen Physik gezählt. Nicht zur klassischen Physik gehören die Teilgebiete, die auf den ab 1900 entdeckten Konzepten der Quantisierung aufbauen. Diese werden zusammenfassend als Moderne Physik bezeichnet.
Für die makroskopischen physikalischen Vorgänge in Natur und Technik ermöglicht die klassische Physik in weiten Bereichen ein nahezu vollständiges physikalisches Verständnis.  Sie versagt aber bei der Beschreibung des mikroskopisch Kleinen (Elementarteilchen, Atome, Moleküle …), weil manche, teilweise grundlegenden Begriffe und Theorien der klassischen Physik, die bei makroskopischer Beobachtung uneingeschränkt gültig scheinen, tatsächlich nur näherungsweise zutreffen.

## Bedeutung
Mit den Erweiterungen und Korrekturen der letzten gut hundert Jahre hat die klassische Physik ihre Bedeutung keineswegs eingebüßt, vielmehr besitzt sie in ihrem etablierten Anwendungsbereich, also vor allem in der makroskopischen Physik, dieselbe Gültigkeit wie vorher. Aus der modernen Physik ergibt sich, dass die klassische Physik  eine näherungsweise korrekte Beschreibung der Wirklichkeit ist. Viele Fragestellungen der Physik, insbesondere zu Aufbau und Eigenschaften der Materie, sind aber nur durch Quantentheorie und Relativitätstheorie erklärbar.
Zur klassischen Physik werden die klassische Mechanik einschließlich der klassischen statistischen Mechanik und der Kontinuumsmechanik, die Elektrodynamik, die klassische Thermodynamik und die Optik gerechnet. Bisweilen wird auch die spezielle Relativitätstheorie dazugezählt, weil sie aus der klassischen Elektrodynamik heraus entwickelt wurde. Die Veränderungen, die die Relativitätstheorie in der Physik auslöste, gehen aber weit über die klassische Elektrodynamik hinaus.
Der klassischen Physik (ohne die Relativitätstheorien) liegt eine Reihe von Annahmen zugrunde, die nach der modernen Physik in unserer näheren Erfahrungswelt näherungsweise richtig sind, aber allgemein nicht in Strenge gelten:
|                                      | Klassische Physik | Moderne Physik |
| ------------------------------------ | --- | --- |
| Koordinatentransformationen          | Zeitdauern und Längen sind absolute Größen, d. h. von der Wahl des Bezugsystems unabhängig. Folglich hängt jede Geschwindigkeit, auch die Lichtgeschwindigkeit, vom Bewegungszustand des Beobachters ab (siehe Galilei-Transformation).             | Die Lichtgeschwindigkeit ist eine absolute Größe, d. h. von der Geschwindigkeit des Bezugssystems unabhängig. Folglich hängen Zeiten und Längen vom Bewegungszustand des Beobachters ab (siehe Zeitdilatation, Längenkontraktion und Lorentz-Transformation)                            |
| Struktur des Raumes                  | Alle physikalischen Vorgänge laufen in einem dreidimensionalen kartesischen Raum ab. Es gelten die Gesetze der euklidischen Geometrie. Die Zeit vergeht unabhängig vom Raum.                                                                        | Die drei Dimensionen des Raums und die Zeit sind verwoben und bilden zusammen eine vierdimensionale Raumzeit. |
| Natur der Gravitation                | Die Gravitation ist nach Isaac Newton eine Fernwirkung, die durch das Gravitationsgesetz beschrieben wird. | Trägheitskräfte und Gravitationskräfte sind einander äquivalent. Sie wirken am betrachteten Ort mittels der dort herrschenden Krümmung der Raumzeit. |
| Erhaltung von Masse und Energie      | Masse und Energie sind zwei verschiedene Erhaltungsgrößen. | Die Energie ist eine Erhaltungsgröße, die Masse jedoch nicht. Wegen der Masse-Energie-Äquivalenz verliert ein System, wenn es Energie abstrahlt, auch an Masse, obwohl es keine Materie abgibt.                                                                                         |
| Quantelung                           | Gemäß den Maxwell-Gleichungen der Elektrodynamik können elektromagnetische Wellen, zu denen auch das Licht gehört, mit beliebigem Energieinhalt existieren.                                                                                         | Lichtenergie tritt stets gequantelt, d. h. in diskreten Energieportionen (Photonen) auf. |
| Genauigkeit physikalischer Messungen | Alle physikalischen Größen eines physikalischen Objekts sind prinzipiell zu jedem Zeitpunkt gleichzeitig mit beliebig hoher Genauigkeit bestimmbar. Es gibt lediglich eine praktische Grenze aufgrund der jeweils technisch erreichbaren Präzision. | Die maximal erreichbare Genauigkeit beim gleichzeitigen Bestimmen von Ort und Impuls (oder anderer Paare konjugierter Größen) ist nicht nur bei praktischen Messungen begrenzt, sondern gemäß der Heisenbergschen Unschärferelation schon prinzipiell bei der Definition beider Größen. |
| Determinismus                        | Bei hinreichend genauer Kenntnis aller Naturgesetze und Parameter kann das Verhalten eines physikalischen Systems exakt vorhergesagt werden (Determinismus der klassischen Physik).                                                                 | Nach den Gesetzen der Quantenphysik lassen sich exakte Aussagen nur über die Wahrscheinlichkeiten verschiedener Entwicklungen des Systems machen (Kopenhagener Interpretation der Quantenmechanik).                                                                                     |

In der Praxis wird bei physikalischen Fragen oft anhand der geforderten Genauigkeit oder der relevanten Größenordnungen entschieden, ob eine klassische Behandlung möglich ist oder Quanten- bzw. relativistische Effekte beachtet werden müssen. Erklärungsmodelle, die nur teilweise die klassischen Vorstellungen aufgeben, werden als „halbklassisch“ bezeichnet, wie z. B. das zur Quantenphysik gehörende Bohrsche Atommodell.

## Geschichte
Die Epoche der klassischen Physik umfasst etwa das 17., 18. und 19. Jahrhundert. Begründet wurde sie von Galileo Galilei mit der Einführung der experimentellen Methode und der mathematischen Beschreibung physikalischer Vorgänge in Discorsi e dimostrazioni matematiche. Er untersuchte Bewegungen und versuchte, sie systematisch und quantitativ zu beschreiben. Damit schuf er die Kinematik als ersten Teilbereich der klassischen Mechanik. Das eigentliche Fundament der Mechanik wurde jedoch durch Isaac Newton gelegt. Er lieferte mit den Newtonschen Gesetzen eine einheitliche Basis für alle dynamischen Vorgänge, indem er einen Zusammenhang zwischen Kräften und Bewegungen herstellte. Dazu führte er auch die Infinitesimalrechnung in die Physik ein. Weiterhin stellte er das Gravitationsgesetz auf, das später von Henry Cavendish im Laborexperiment quantitativ überprüft werden konnte. Newtons Erkenntnisse wurden in der Folgezeit unter anderem von d’Alembert, Euler, Lagrange und Hamilton theoretisch vertieft und durch Bernoulli, Navier und Stokes auf Fluide ausgedehnt.
Die Elektrizität wurde zunächst rein phänomenologisch untersucht. Auf Benjamin Franklin geht die Erkenntnis zurück, dass es nur eine Ladungsart gibt, die freilich positiv oder negativ sein kann. Die anziehenden und abstoßenden Kräfte zwischen den Ladungen wurden von Coulomb durch ein neues Gesetz nach dem Vorbild des Newtonschen Gravitationsgesetze beschrieben. Von Ohm und Kirchhoff stammen die Gesetze des elektrischen Stromkreises. Die Magnetostatik war schon seit dem Altertum bekannt und im 16. Jahrhundert von Gilbert erforscht worden, der enge Zusammenhang zwischen elektrischen und magnetischen Kräften wurde aber erst nach und nach, unter anderem durch Ampère und Faraday, aufgedeckt. Maxwell gelang es, diese Zusammenhänge in vier Gleichungen zusammenzufassen. Aus diesen Gleichungen ließ sich ableiten, dass es elektromagnetische Wellen geben muss, die von Hertz im Experiment nachgewiesen werden konnten. Die Übereinstimmung der Geschwindigkeit dieser Wellen mit der Lichtgeschwindigkeit legte den Schluss nahe, dass Licht eine elektromagnetische Welle ist.
Bis dahin war lange umstritten gewesen, welche Natur das Licht hatte. Newton hatte es noch als Strom von Teilchen beschrieben, doch schon Huygens vermutete, dass es sich bei Licht um eine Welle handelt. Dies wurde durch die Doppelspaltexperimente von Thomas Young bestätigt.
Die Thermodynamik schließlich beschäftigte sich zunächst vorrangig mit Zustandsänderungen von Gasen, so z. B. durch die Physiker Gay-Lussac, Boyle, Mariotte und Amontons, was schließlich zur allgemeinen Gasgleichung führte. Im 19. Jahrhundert kristallisierte sich dann die Vorstellung heraus, dass die „Lebendige Kraft“ der Mechanik und die „Wärme“ der Thermodynamik verwandte Begriffe waren. So gelang es unter anderem Joule, das „mechanische Wärmeäquivalent“ zu messen. Damit war die Vorstellung geboren, dass es eine universelle physikalische Größe gibt, die wir heute Energie nennen. Mayer erkannte, dass es sich dabei um eine Erhaltungsgröße handelte. Dies ist der wesentliche Inhalt des ersten Hauptsatzes der Thermodynamik. Der zweite Hauptsatz besagt unter anderem, dass man zwar mechanische Energieformen beliebig in thermische Energieformen umwandeln kann, jedoch nicht umgekehrt. Dieses Gesetz geht auf Clausius zurück. Zu einem tieferen Verständnis der Thermodynamik gelangte man jedoch erst, als man begann, thermodynamische Prozesse auf Teilchenebene zu beschreiben. Wegen der unüberschaubar großen Zahl der Teilchen musste man dies mit den Mitteln der statistischen Mechanik tun, die unter anderem auf Boltzmann zurückgeht.
Zu Beginn des 20. Jahrhunderts wurde offenbar, dass die bis dahin entwickelten Theorien der Physik nicht geeignet waren, um bestimmte beobachtete Phänomene zu erklären (siehe #Grenzen). Es mussten neuartige Konzepte entwickelt werden, die Grundannahmen in Frage stellten, welche bis dahin als selbstverständlich angenommen worden waren. Physiker jener Zeit (beispielsweise Max Planck) begannen, dieses althergebrachte Wissen gegen die neuartigen Gedanken abzugrenzen, indem sie es als 'klassisch' bezeichneten.

## Gliederung
Zur klassischen Physik werden folgende Bereiche gerechnet:
- Klassische Mechanik
  - Kinematik: Quantitative Beschreibung von Bewegungen
  - Statik: Lehre vom Kräftegleichgewicht
    - Statik starrer und deformierbarer Körper
    - Hydrostatik
    - Aerostatik

  - Dynamik: Wirkung von Kräften auf die Bewegung von Körpern
    - Dynamik des starren Körpers
    - Hydrodynamik: Strömung von Flüssigkeiten
    - Aerodynamik: Strömung von Gasen
    - Himmelsmechanik inklusive Gravitation

  - Akustik: Lehre vom Schall
- Klassische Elektrodynamik (im weiteren Sinne)
  - Elektrostatik: Kräfte zwischen ruhenden elektrischen Ladungen
  - Magnetostatik: Vor allem Wirkung von Permanentmagneten
  - Elektrodynamik im engeren Sinne: Wechselseitige Beeinflussung elektrischer und magnetischer Felder, elektromagnetische Wellen usw.
  - Lehre vom elektrischen Stromkreis
  - Optik: Lehre vom Licht
    - Strahlenoptik: Beschreibung des Lichts durch die geradlinige Ausbreitung von Strahlen
    - Wellenoptik: Beschreibung des Lichts durch elektromagnetische Wellen
- Thermodynamik: Wärmelehre
  - Klassische Thermodynamik: Beschreibung thermodynamischer Prozesse durch makroskopische Größen
  - Statistische Mechanik: Begründung des makroskopischen Verhaltens eines Systems durch die statistische Beschreibung seiner Teilchen
    - Kinetische Gastheorie

## Grenzen
Die Physik galt ausgangs des 19. Jahrhunderts als nahezu abgeschlossen, obwohl den Physikern schon bekannt war, dass sich gewisse Phänomene in der Natur mit den zu jener Zeit bekannten Gesetzen der klassischen Physik nicht vereinbaren ließen. Einige Beispiele sind:
- Die experimentellen Ergebnisse (z. B. im Michelson-Morley-Experiment) widersprachen der Existenz des Äthers, wie er als Medium für die Ausbreitung von Licht angenommen worden war. Einstein erkannte, dass man elektromagnetische Wellen nur ohne die Annahme eines Mediums widerspruchsfrei beschreiben konnte. Dazu musste er aber die Vorstellung eines Bezugssystems in absoluter Ruhe aufgeben und durch das Postulat der invarianten Lichtgeschwindigkeit ersetzen.
- Das beschleunigte Elektron schien in klassischen Berechnungen je nach Messanordnung verschiedene Masse zu besitzen. Man sprach von einer „transversalen“ und einer „longitudinalen“ Masse. Einstein zeigte 1905 in seiner speziellen Relativitätstheorie, dass zwar die Masse eines Körpers eine wohlbestimmte Größe ist, die zunächst als „Ruhemasse“ bezeichnet wurde, dass jedoch Längen und Zeiten und damit das Trägheitsverhalten des Körpers sehr wohl von der Geschwindigkeit, d. h. von der Wahl des Bezugssystems abhängen.
- Die Periheldrehung der Merkurbahn war um 0,43 Bogensekunden pro Jahr größer, als es die klassischen Berechnungen erklären konnten. Eine zutreffende Berechnung der Merkurbahn gelang erst mithilfe der Allgemeinen Relativitätstheorie durch Einstein im Jahr 1915.
- Die Intensität der Strahlung eines schwarzen Körpers konnte nur im Bereich niedriger Frequenzen gut erklärt werden. Für die hohen Frequenzen lieferte die klassische Physik hingegen absurd hohe Zahlenwerte, was als „Ultraviolett-Katastrophe“ bezeichnet wurde. Im Experiment wurde nichts Derartiges beobachtet. Max Planck gelang die Lösung dieses Problems 1900 mit der Einführung der Quantenhypothese (siehe Plancksches Strahlungsgesetz).
- Der Aufbau der Materie war mit klassischen Methoden nicht zu erklären. Insbesondere widersprach die Vorstellung eines Atoms, in dem Elektronen auf stabilen Bahnen um einen Atomkern kreisen, den Gesetzen der klassischen Elektrodynamik. Eine solche Anordnung müsste ständig Energie abstrahlen, bis die Elektronen nach kurzer Zeit in den Atomkern stürzen. Erwin Schrödinger gelang es 1926, das Wasserstoffatom rechnerisch zu behandeln, indem er das Elektron nicht als klassisches, kreisendes Teilchen beschrieb, sondern als eine stehende Welle im elektrischen Feld des Atomkerns.
- Die Radioaktivität war schon seit 1896 bekannt, ließ sich jedoch überhaupt nicht in klassische Materiekonzepte einordnen. Um sie zu verstehen, braucht man sowohl die Masse-Energie-Äquivalenz aus der Relativitätstheorie als auch quantenphysikalische Ansätze zur Beschreibung von Wechselwirkungen und Teilchen.